# 李东海媒体作品列表
李东海媒体作品列表，主要列举韩国艺人东海历年参与的电影、电视剧、MV、综艺节目、电台、音乐舞台等。

## 影視作品

### 電視劇
| 年份   | 電視台     | 名稱               | 角色                 | 性質       |
| 2008年 | 中央電視台 | 青春舞台           | 东海                 | 友情出演   |
| 2010年 | SBS        | 沒關係，爸爸的女兒 | 崔旭基               | 男配角     |
| 2011年 | 八大綜合台 | 華麗的挑戰         | 不破尚（不破松太郎） | 第二男主角 |
| 2012年 | Channel A  | 熊貓小姐和刺蝟     | 高勝志               | 男主角     |
| 2014年 | OCN        | 神的測驗4          | 韓時宇               | 第二男主角 |
| 2023年 | ENA        | Oh！英心           | 王景泰               | 男主角     |
| 2023年 | Channel A  | 男與女             | 鄭賢成               | 男主角     |

### 電影
| 年份   | 名稱                                 | 角色                                | 備註                      |
| 2007年 | 花美男連鎖恐怖事件                   | 舞蹈社成員、偵探 李東海（同名角色） |                           |
| 2011年 | Super Junior演唱会3D电影Super Show 3 | 李東海（本人）                      | 演唱會紀錄片              |
| 2012年 | I AM. - SM家族青春傳記電影           | 李東海（本人）                      | 演唱會紀錄片              |
| 2012年 | SMTown东京巨蛋演唱会3D电影           | 李東海（本人）                      | 演唱會紀錄片              |
| 2013年 | Super Junior演唱会3D电影Super Show 4 | 李東海（本人）                      | 演唱會紀錄片              |
| 2014年 | 少年輕狂／騷動青春：傳聞             | 李正宇                              | 男主角                    |
| 2015年 | 旅行是詩作                           | 李東海（本人）                      | 微電影 （樂天免稅店製作） |
| 2015年 | SMTown The Stage                     | 李東海（本人）                      | 演唱會紀錄片              |

### 音樂劇
- 2010年：明成皇后李泰元和朋友们

### 節目主持
- 2011年9月：東風衛視《名人帶路》主持人

### 電台主持
黃色為進行中的節目

| 日期                         | 電視台     | 節目名稱              | 合作藝人 | 備註 |
| 2021年4月22日－2023年3月16日 | NAVER NOW. | Super Junior D&E Show | 銀赫     |      |

## 綜藝節目
團體節目，請參閱各團體之頁面。
| 日期                    | 電視台               | 節目名稱                              | 備註                                   |
| 2010年7月13日           | MBC                  | 《無限挑戰》偶像選秀（上）            |                                        |
| 2012年1月21日           | MBC                  | 《我們結婚了》第三季 聯誼篇（上）     |                                        |
| 2012年1月28日           | MBC                  | 《我們結婚了》第三季 聯誼篇（下）     |                                        |
| 2012年3月10日           | MBC                  | 《我們結婚了》第三季 雙對情侶篇（上） |                                        |
| 2012年3月17日           | MBC                  | 《我們結婚了》第三季 雙對情侶篇（中） |                                        |
| 2012年3月24日           | MBC                  | 《我們結婚了》第三季 雙對情侶篇（下） |                                        |
| 2015年7月15日           | MBC                  | 《黄金渔场 Radio Star》               |                                        |
| 2017年11月4日           | JTBC                 | 《認識的哥哥》                        | 與銀赫、神童、利特、藝聲、希澈共同參與 |
| 2017年11月8日、11月15日 | MBC every1           | 《一週的偶像》                        | 與銀赫、神童、利特、藝聲、希澈共同參與 |
| 2017年11月9日           | tvN                  | 《人生酒館》                          | 與銀赫、神童共同參與                   |
| 2017年11月11日          | tvN                  | 《SNL Korea》                         | 與銀赫、神童、利特、藝聲、希澈共同參與 |
| 2017年11月12日          | SBS                  | 《Running Man 》豚季奧運會            | 與銀赫、利特、藝聲、Irene、Joy共同參與 |
| 2017年12月27日          | MBC every1           | 《一週的偶像》                        | 與銀赫、神童、利特、藝聲、希澈共同參與 |
| 2017年12月29日          | 香港電視廣播有限公司 | 《馬家過聖誕》                        | 與銀赫共同參與                         |
| 2018年1月22日           | KBS                  | 《大國民脫口秀-你好》                 | 與銀赫、神童、藝聲共同參與             |
| 2018年4月25日           | JTBC                 | 《請給一頓飯Show》                    | 與銀赫共同參與                         |
| 2018年8月15日           | MBC every1           | 《一週的偶像》                        | 與銀赫共同參與                         |
| 2018年9月7日            | Kakao TV             | 《清潭Key廚》                         | 與銀赫共同參與                         |
| 2019年4月22日           | Kakao TV             | 《KakaoX玉熙的採訪》                  | 與銀赫共同參與                         |
| 2020年9月2日            | MBC                  | 《一週的偶像》                        | 與銀赫共同參與                         |
| 2020年9月5日            | MBC                  | 《全知干預視角》                      | 與銀赫共同參與                         |
| 2020年9月12日           | MBC                  | 《全知干預視角》                      | 與銀赫共同參與                         |
| 2021年7月16日           | 虎牙tv               | 《深夜電台•希Story》                  |                                        |
| 2021年8月15日           | SBS                  | 《我家的熊孩子》                      |                                        |
| 2021年8月3日 -          | JTBC Voyage          | 漫威未來革命                          |                                        |
| 2021年9月11日           | KBS2                 | 家務男2                               |                                        |
| 2021年9月30日           |                      | Super trip                            | 利特 厲旭                              |

### MV演出
| 年份 | 曲目                   | 演唱者             |
| 2006 | 〈key of heart〉       | BoA                |
| 2007 | 〈Kissing You〉        | 少女時代           |
| 2009 | 〈螢火蟲〉             | 林依晨             |
| 2009 | 〈晴天, 雨天〉         | 張力尹             |
| 2009 | 〈Happy Bubble〉       | 東海、圭賢、韓智敏 |
| 2019 | 〈Pink Magic〉         | 藝聲               |
| 2021 | 〈The Heart You Hurt〉 | Rossa              |